# کوک (اوهایو)
کوک (به انگلیسی: Cook) یک منطقهٔ مسکونی در ایالات متحده آمریکا است که در شهرستان فیت، اوهایو واقع شده‌است. کوک ۲۷۷ متر بالاتر از سطح دریا واقع شده‌است.